# Ил Гази
Ил Гази, пуним именом Илгази Беј веја там исмијле Неџмедин Најм ад-Дин Илгази бин Артук (тур. İlgazi Bey veya tam ismiyle Necmeddin Najm ad-Din İlgazi bin Artuk; око 1062. — 8. новембар 1122), био је туркменски емир Мардина у периоду од 1107. до своје смрти 1122. године.

## Битка на Крвавом Пољу
Ил Гази је био један од учесника битке код Балата у којој су муслимани нанели велики пораз крсташима. Заједно са Тугтигином, атабегом Дамаска и Тухан Арсланом, емиром од Битлиса (Велика Јерменија) он се удружио ради борбе против регента кнежевине Антиохије Руђера од Салерна. Ил Газијева и Руђерова војска сукобиле су се 28. јуна код места Балат. За кратко време целокупна хришћанска војска је исечена. У бици је погинуо и сам Руђер. Остатак преживелих крсташа се затворио у тврђаву Сармеду и предао се на Ил Газијеву реч. Он је није ни мислио одржати тако да су крсташи који су се предали раскидани од побеснеле руље.

## Пораз
Шест недеља након Руђерове погибије, Балдуин Јерусалимски и Понс од Триполија удружују своје војске и нападају Ил Газија код места Тел Данит (14. август 1119. година). Ил Гази је претрпео тежак пораз од малобројније крсташке војске. Након битке код Тел Данита, Ил Гази и Тугтигин се враћају у Алепо и окупљеном народу се хвале да су победили, али су сами добро знали истину. Након мноштва бојева, поново освојених и изгубљених тврђава, између две стране постигнут је мир 1121. године. Ил Гази је умро следеће године.